# Stara španska trgovska pot
Stara španska trgovska pot je zgodovinska trgovska pot, ki je povezovala severna naselja Nove Mehike oziroma naselja v bližini Santa Fe, z naselji okoli Los Angelesa v Kaliforniji in v južni Kaliforniji. Dolga je bila približno 1900 km in je potekala preko področja visokih gora, suhih puščav in globokih kanjonov. Velja za eno najbolj napornih od vseh trgovskih poti kdajkoli delujočih v Združenih državah Amerike. Delno so jo raziskali španski raziskovalci že v poznem 16. stoletju. Pot je bila intenzivno v uporabi za tovorjenje s konji in mulami od približno 1830 do sredine 1850.
Ime poti prihaja od objave poročila John C. Fremonta o potovanju leta 1844 za U.S. Topographical Corps., ki ga je vodil Kit Carson iz Kalifornije do Nove Mehike. Ime priznava dejstvo, da so bili deli poti znani Špancem od 16. stoletja naprej.  Fremontovo poročilo omenja ime za pot, ki je bilo v uporabi že približno 15 let. Pot je pomembna za zgodovino Nove Mehike, saj je bila urejena z naporom, za uporabo kot trgovska pot s Kalifornijo.

## Zgodovina
Pot je kombinacija znanih poti, ki so jih uporabljali španski raziskovalci, lovci in trgovci z ljudstvom Ute in drugimi indijanskimi plemeni. Vzhodna območja, kar je postalo znano kot Stara španska trgovska pot, vključno jugozahodni Kolorado in jugovzhodni Utah, je raziskoval Juan Maria de Rivera leta 1765. Frančiškanska misijonarja Francisco Atanásio Domínguez in Silvestre Vélez de Escalante sta neuspešno poskušala potovati v Kalifornijo, kjer je pravkar nastajalo naselje, pri čemer sta Santa Fe zapustila leta 1776 in opravila vso pot po Veliki kotlini blizu jezera Utah, preden sta se vrnila preko Arizona Strip. Druga odprava pod frančiškanskim misijonarjem Franciscom Garcésom in kapitanom Juan Bautista de Anzom je raziskala in trgovala v južnem delu regije, iskala krajše in manj naporne poti po gorah in puščavah, ki so povezale Sonoro z Novo Mehiko in Kalifornijo, vendar niso postale del Stare španske trgovske poti, z izjemo nekaterih delov skozi puščavo Mojave.  Odsek poti v Kaliforniji, od reke Kolorado čez Mojave in v San Bernardino so uporabili prvi Američani,  da bi dosegli Kalifornijo po kopnem. Ekspedicijo je vodil Jedediah Smith novembra 1826.  Odsek poti skozi puščavo Mojave je danes pot za terenska vozila in se imenuje Mojave Road.
Pot povezuje Novo Mehiko s Kalifornijo in kombinira podatke številnih raziskovalcev, in so jo odprli v letih 1829-30, ko je trgovec Antonio Armijo iz Santa Feja vodil trgovsko odpravo 60 moških in 100 mul v Kalifornijo. Uporabo bližnjice, ki jo je odkril Rafael Rivera leto prej, je Armijo združil v pot, ki je povezovala pot Rivere in ekspedicije Domínguez-Escalanteja in raziskovanja Jedediah Smitha s pristopom do misijona San Gabriel skozi Mojave vzdolž reke Mojave. Po tem datumu so pot začeli uporabljati trgovci kot običajno enoletno povratno potovanje.  Po vrnitvi Antonia Armija, je guverner Nove Mehike takoj prenesel uspeh svojim nadrejenim v Ciudad de Mexico. Za nagrado je guverner uradno imenoval Armijo kot "poveljnika za odkritje poti v Kalifornijo".
Po uspešni trgovski ekspediciji se je začela trgovina med Santa Fejem in Los Angelesom širiti. Skupina je bila običajno sestavljena iz v Santa Fe natovorjenih mul in spremljevalcev: z 20 do 200 možmi, s približno dvakrat toliko mulami, ki so prinašali iz Nove Mehike blago Indijancev - ročno tkana ogrinjala (serapes) in odeje v Kalifornijo. Kalifornija je imela veliko konj in mul, ki so živeli v divjini, in s katerimi so trgovali za ročno tkane indijske izdelke. Običajno sta bili za enega konja potrebni dve odeji, več odej so zahtevali za mulo. Kalifornija ni imela skoraj nobene predelovalne industrije volne zato so bili tkani izdelki dobrodošlo blago. Trgovci so običajno zapustili Novo Mehiko v začetku novembra, da so izkoristili zimske mesece za prečkanje puščave in bi prispeli v Kalifornijo v začetku februarja. Kalifornijo os zapustili v začetku aprila, da bi prepotovali čim več poti, preden so, zaradi taljenja snega, reke preveč narasle. Karavana je bila pogosto sestavljena iz nekaj sto do nekaj tisoč konj in mul. Za potovanja iz Nove Mehike v Kalifornijo so uporabljali dele poti v poznih 1830-tih, ko je trgovina s pastmi začela zamirati. Pot je bila uporabljena tudi za nezakonite namene in sicer za napade kalifornijskih kmetov za konje in za obsežno trgovino s sužnji. Te racije konj so izvajali Mehičani, ex-lovci in indijanska plemena, ki so skupaj ukradla več sto do več tisoč konjev v enem napadu. Indijance, običajno ženske in otroke, so ujeli in prodali mehiškim rančerjem tako v Kaliforniji kot Novi Mehiki za gospodinjske pomočnice. V trgovini s sužnji so sodelovali tako mehiški trgovci kot indijanski vodniki. Posledice te trgovine z ljudmi so imele dolgotrajen učinek na tiste, ki so živeli ob poti, tudi po tem, ko ta ni bila več v uporabi. Občasni spopadi Indijancev s trgovci ob poti so bili pogosto posledica trgovanja z ljudmi.
John C. Fremont, "The Great Pathfinder,« je prepotoval pot, ki jo je vodil Kit Carson leta 1844 in jo opisal v svojih poročilih napisanih v približno 1848. Trgovina Nova Mehika -  Kalifornija se je nadaljevala do sredine 1850-tih, ko so začeli uporabljati tovorne vozove in razvili tovorne ceste na starih trasah trgovskih poti. Leta 1846 sta tako Nova Mehika kot Kalifornija postali del ZDA kot posledica mehiško-ameriške vojni leta 1846-1848. Po letu 1848  se je veliko število mormonov - priseljencev, naselilo v Utah, Nevado in Kalifornijo vzdolž poti, in tako vplivali tako na trgovinske interese kot strpnost do suženjstva ameriških domorodcev. 
Krajevna imena, ki se uporabljajo v tem članku se nanašajo na današnje države in skupnosti. Obstajalo je nekaj (če sploh) naselij ob poti do leta 1850, mnoge geološke značilnosti ob poti pa ohranjajo svoje španske oznake.

## Potek

### Pot Armijo
Pot Armijo je del Stare španske trgovske poti, ki jo je določil Antonio Armijo leta 1829 in teče severozahodno in zahodno od Santa Feja na območju Four Corners, prečka severno od Carrizo Mountains do današnjega Kayenta. Pot nato poteka na prelaz Marsh Pass in ob reki Kolorado, kjer so popotniki prečkali plitvino nad današnjim jezom Glen Canyon Dam. Nadaljuje se proti zahodu do Pipe Spring in na današnjega St George, Utah, pot nato sledi reki Virgin do reke Kolorado preden se obrne na zahod, do Pahrump Valley in Tecopa in nato proti jugu do reke Mojave. Če so bili deli reke Mojave suhi, so lahko popotniki včasih našli vodo s kopanjem v stari strugi. Pot je sledila reki do točke vzhodno od prelaza Cajon Pass, kjer se je vzpela in prečkala gore San Bernardino Mountains pri Monument Peak. Spustila se je do Sycamore Grove ob ustju Cajon Pass, kjer je pot dosegla obalne ravnice, se obrnila proti zahodu ob vznožju gorovja San Gabriel Mountains, kjer sta se nahajala misijona San Gabriel Arcángel in El Pueblo de Los Angeles v Kaliforniji.

### Glavna pot
Glavna pot (imenovana tudi Centralna pot ali Severna pot) Stare španske trgovske poti se je izognila težje prehodnim kanjonom, ki jih je prečkala Por Armijo. Prva sta jo prepotovala leta 1830 William Wolfskill in George Yount. Pot poteka severozahodno od Santa Fe do jugozahodnega Kolorada, mimo pogorja San Juan Mountains, Mancos in Dove Creek, kjer vstopi Utah v bližini današnjega Monticella. Pot se je nato usmerila proti severu po težavnem terenu Spanish Valley blizu današnjega Moaba, Utah, kjer je trajekt prečkal globoko in široko reko Kolorado in se nato obrnila severozahodno do prehoda na podobno veliki in nevarni reki Green v bližini današnjega Green River, Utah . Pot se je nato spustila skozi (ali v okolici) San Rafael Swell, najsevernejše točke poti. Vstop v Great Basin v Utahu je bil preko kanjona Salina Creek, kjer je pot zavila proti jugozahodu sledeč rekam Sevier, Santa Clara, Virgin na severni bregi reke Kolorado. Tam bi ji sledili do vasi Mohave (pod današnjim Laughlin) in nadalje med izviri vzdolž Poti Mojave do jezera Soda in reke Mojave. Druga varianta bi lahko sledila Pot Armijo, se preusmerila JZ iz Kolorada v Las Vegas Wash, skozi prelaz Jean Pass v Goodsprings Valley, nato pa skozi prelaz Wilson Pass, prek Mesquite Valley in California Valley, skozi Emigrant Pass do Resting Springs, Salt Springs, in Bitter Spring (ki so bile včasih suhe), vsak okoli dan potovanja narazen po puščavi Mojave. Po tem pa po dolgi poti čez Alvord Mountain in dol v Spanish Canyon, preko preostale puščave, kjer je dosegla le občasno zanesljivo reko Mojave in se pridružila poti Wolfskill / Yount, sledeč reki navzgor in preko San Bernardino Mountain in obalne doline do Los Angelesa. 
Še zadnja sprememba te poti je bila, da je sledila poti Johna C. Frémonta proti vzhodu iz leta 1844. Njegova ekspedicija je zapustila Pot Armijo na Resting Spring in se obrnila na SV po prečkanju prelaza Emigrant Pass, skozi California Valley na to Stump Spring in čez Pahrump Valley, v gore do Mountain Springs, Cottonwood Spring, v Las Vegas Springs. Nato je prečkala suhih 50 milj po reki Muddy preden je ponovno vstopila na glavno poti na reki Virgin. Ta pot je rešila velike razdalje zaradi preusmeritve sledenja reki Kolorado in je kasneje postala smer Mormonske vozna cesta med Salt Lake Cityjem in Los Angelesom.

### Severna smer
Severni krak Stare španske trgovske poti je bil ustanovljen s trgovci in lovci, ki so uporabljali indijanske in španske kolonialne poti. Potekal je od Sante Fe na sever do Taosa in še dalje v San Luis Valley, Kolorado. Karavane os nato vodili proti zahodu do današnjega Saguache, prečkali Continental Divide na prelazu Cochetopa Pass in nato skozi današnja Gunnison in Montrose do Uncompahgre Valley. Pot je nato sledila reko Gunnison do današnjega Grand Junction, kjer je reka Colorado naredila plitvino, nato pa na zahod, da bi se pridružila glavni poti vzhodno od reke Green. Severni krak je kasneje postal interes raziskovalcev, ki so iskali primerne trase za transkontinentalno železnico vzdolž 38. vzporednika. Samo leta 1853 so tri ločene odprave raziskovale Severni krak nad prelazom Cochetopa Pass. Te skupine so vodili poročnik Edward Fitzgerald Beale, kapitan John Williams Gunnison in John C. Fremont. 

### Poznejše smeri
Uporaba Stare španske trgovske poti med letoma 1829 in 1848 je pripeljala do številnih različic, ki so potnikom omogočale lažjo pot. Ne glede na pot, je Stara španska trgovska pot prečka več gorovij, šla skozi suhe odseke z omejeno travo in včasih z omejeno vodo, prečkala dve puščavi in je bila pogosto polna kosti konjev, ki so umrli od žeje.  Zahodne dele so lahko uporabljali le delno zanesljivo v zimskem času, ko je deževalo ali snežilo in se je v puščavi nabrala voda. V poletnih mesecih pogosto ni bilo vode in neznosna vročina je lahko ubijala. Povratna pot na eno leto je bilo približno vse, kar je bilo mogoče. Po letu 1848, so dele poti uporabili za dostop v Kalifornijo v zimskem času, ko so bile druge poti zaprte zaradi snega. 

## Zgodovinsko ohranjanje in spomin
Leta 1988 je bil del poti v Arches National Park zapisan v Nacionalni register zgodovinskih krajev (National Register of Historic Places). 
Leta 2001 je bil del poti, ki poteka po vsej Nevadi od meje Arizone do Kalifornije (znan kot "Stara španska trgovska pot - Mormon Road Historic District") vpisana v Nacionalni register zgodovinskih krajev. 
Stara španska trgovska pot je postala petnajsta nacionalna zgodovinska pot po sklepu Kongresa sprejet Senat Bill 1946 in po podpisu predsednika George W. Busha, v decembru 2002.
Čeprav je ostalo le nekaj sledov poti zgodnjih trgovcev, na pot zdaj spominja več lokalnih uličnih in cestnih imen in številne zgodovinske oznake v državah, ki jih prečka. Delu cest US 160 v Koloradu in US 191 v Utahu so podobno imenovani.

## Galerija
- Stara španska trgovska pot v JV Utahu
- Reka Sevier odmaka kotlino
- Reka Virgin teče skozi kotlino
- Karta reke Mojave